# 신중상주의
신중상주의(新重商主義 , neo-mercantilism)란 오늘날 국가발전을 위해 부국강병주의를 채택하고 추진하는 국가 운영 방식을 말한다. 산업자본주의가 등장하기 이전에 외국무역 등을 통해 부국강병 정책을 추구한 과거의 중상주의와 대비된다. 신중상주의 정책을 추구하는 정부는 부국강병을 구현하기 위해 부족한 자본을 조달하고 공기업을 통해 직접 생산을 담당하기도 하며, 임금상승을 억제하기 위해 저항하는 노동세력 등을 탄압하여 사회적 안정을 유지한다.

## 같이 보기
- 중상주의